# Rue Émile-Reynaud
La rue Émile-Reynaud est une voie du 19e arrondissement de Paris, en France.

## Situation et accès
La rue Émile-Reynaud est une voie publique située dans le 19e arrondissement de Paris. Elle débute place Auguste-Baron et croise la rue Henri-Barbusse. Elle se termine au carrefour du boulevard de la Commanderie, de la Sente à Bigot, de la rue des Cités et du boulevard Félix-Faure à Aubervilliers. Le côté pair de la voie forme la limite du territoire d'Aubervilliers. On y trouve la Tour La Villette, gratte-ciel de 125 mètres.

## Origine du nom

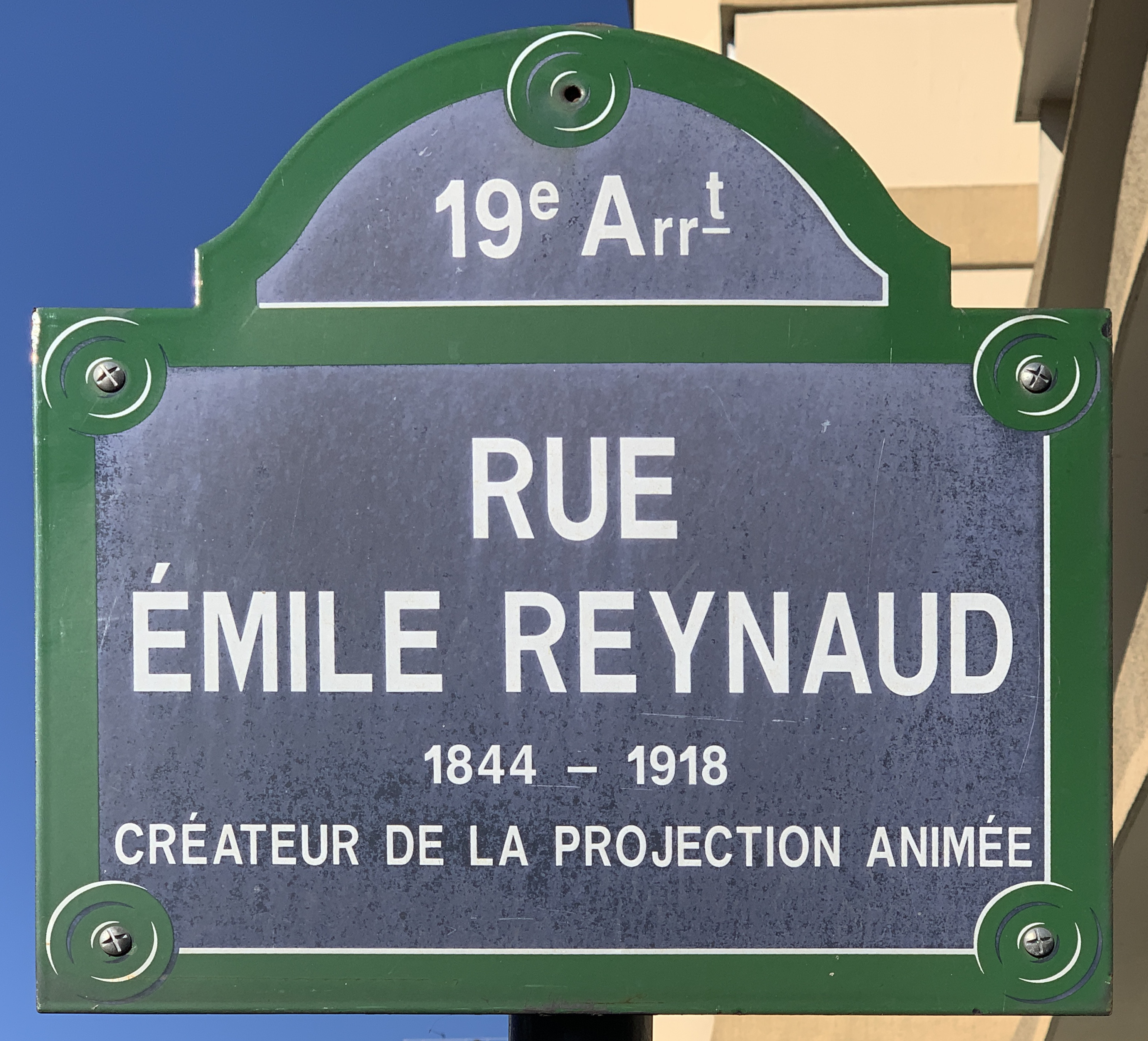
Plaque de la rue.

Elle porte le nom du créateur de la projection animée Charles Émile Reynaud (1844-1918). 

## Historique
Cette voie est ouverte en 1946 et prend sa dénomination actuelle par un arrêté du 8 juin 1946.